# Ga (volk)

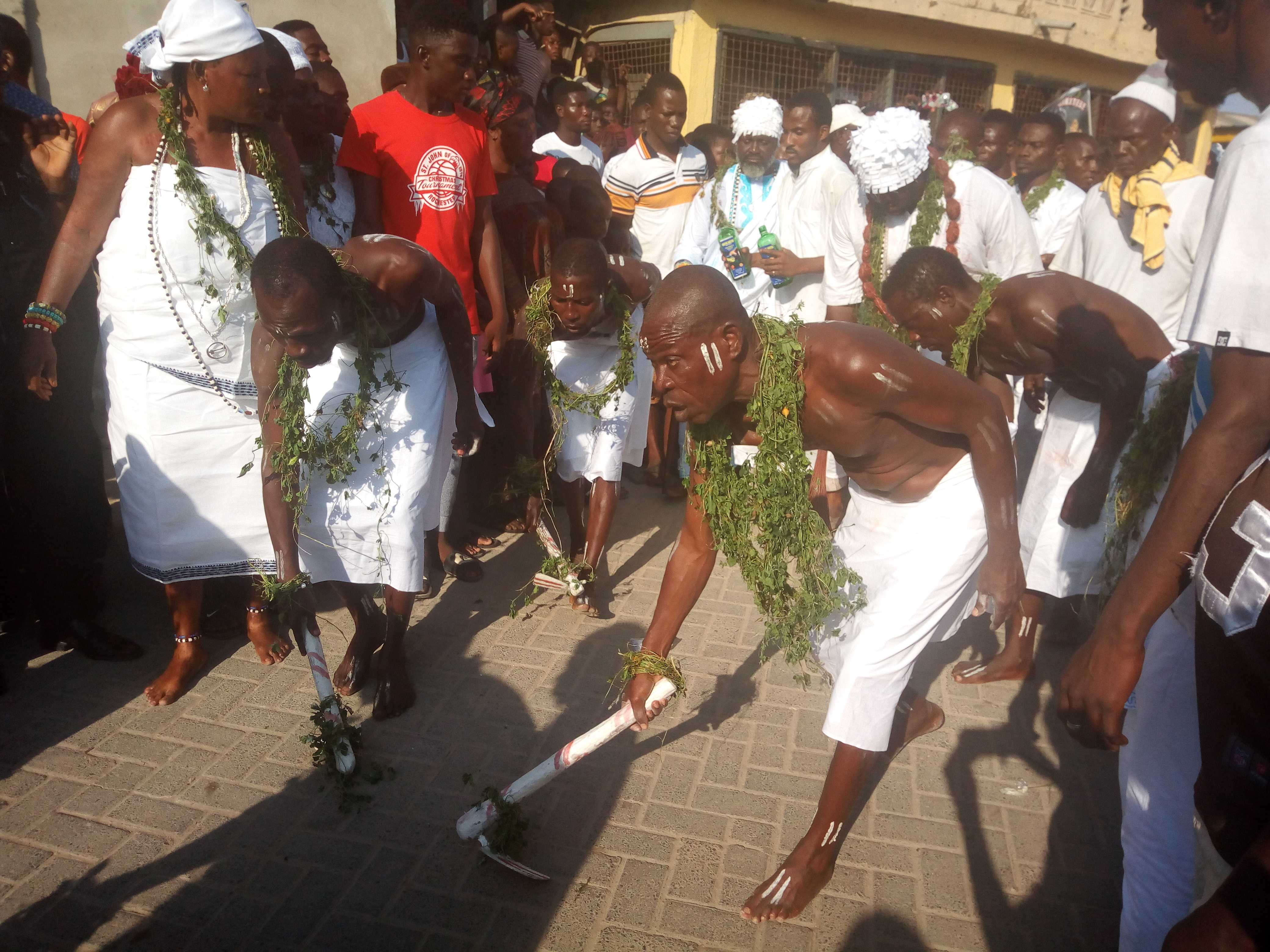
Teshie Homowo

De Ga zijn een etnische groep die met name leeft in het West-Afrikaanse land Ghana. 

## Verspreiding
De circa 600.000 sprekers van het Ga, de taal van de Ga, vormen zo'n 3% van de Ghanese bevolking. Naast Ghana wonen er ook Ga in onder meer Benin en Togo. Er wonen buiten de laatste genoemde landen ook veel Ga's in de Verenigde Staten, Verenigde Koninkrijk, Nederland, Canada en meer westerse landen. 
De meeste Ga wonen in de zuidoostelijke kustgebieden van Ghana, rond de Ghanese hoofdstad Accra. Die stad werd in de 15e eeuw als handelspost door de Ga gesticht en gedoopt tot de Ga State en dankt zijn naam aan het traditionele koninkrijk van de Ga: de Ga State. De Ga State kende sinds de stichting in 1510 een reeks koningen. De huidige koning is Nii Tackie Tawiah III die in juni 2007 de in 2006 overledende Nii Amugi II opvolgde als de koning van de Ga State. 
De koning van de Ga's woont in Kaneshie (wijk in Accra) en wordt de Ga Mantse genoemd. De Ga Mantse zit op de troon tot zijn dood. Het is niet toegestaan om eerder af te treden. De Ga Mantse staat aan het hoofd van verschillende koninklijke families in de Ga State. Elke stad, of wijk heeft zijn eigen koning, ook wel subchief genoemd. Zij hebben in hun eigen gebied veel zeggenschap en aanzien. Naar buiten toe spreekt de Ga Mantse voor alle Ga's binnen en buiten de Ga State. De koninklijke familie van de Ga Mantse komt uit de wijk Ga Mashie. Dat is de hoofdstad en centrale punt van de Ga State. De Ga Mantse spreekt nooit direct tot zijn volk, dat doet hij via een woordvoerder die Otsame wordt genoemd. Als de Otsame spreekt, draagt hij een staf met daarop het traditionele wapen van de Ga: een hert die op de rug van een olifant staat. Volgens de Ga symboliseert dit wapen de overwinning van het kleine over het grote. Zoals de meeste Afrikaanse volken leven de Ga in 'clans'.

## Homowo
Homowo is het jaarlijkse festival van de Ga's. Het is het moment dat alle Ga's van alle delen van de wereld bij elkaar komen om thuis KpoiKpoi te eten. Na het Homowo begint het nieuwe jaar, in September.
Traditiegetrouw begint de hoofdstad, Ga Mashie, met de opening van de Homowo en Teshie sluit de Homowo.

## Koningen
Ga Mantsemei
1. Nii Ayi Kushi: 1670 - 1700
2. Nii Ayikuma Teiko Baah: 1700 - 1733
3. Nii Ofoli Tibo: 1733 - 1739
4. Nii Tetteh Ahine Akwa: 1740 - 1782
5. Nii Teiko Tsurui: 1782 - 1787
6. Nii Saba Osepree: 1787 - 1801
7. Nii Amugi I: 1802 - 1812
8. Nii Kuja Okai: 1812 - 1823
9. Nii Adama Akuraja: 1823 - 1825
10. Nii Tackie Kome I: 1825 - 1856
11. Nii Ofoli Gakpo: 1856 - 1859
12. Nii Yaote: 1859 - 1862
13. Nii Tackie Tawiah I: 1862 - 1902
14. Nii Tackie Obili I: 1904 - 1918
15. Nii Tackie Yaoboi: 1919 - 1929
16. Nii Tackie Obili II: 1934 - 1943
17. Nii Tackie Tawiah II: 1944 - 1947
18. Nii Tackie Kome II: 1948 - 1962
19. Nii Amugi II: 1965 - 2004
20. Nii Tackie Tawiah III: 2006 - Heden

## Religie
De Ga zijn christelijk of hangen een traditionele religie aan. Die laatste geloven dat geesten wonen in alle dingen die de 'almachtige' geschapen heeft. De 'almachtige' wordt 'Nyomo' genoemd. De Ga menen dat ze via priesters contact kunnen maken met de geesten. De hogepriesters (Wulomo) worden door de Ga zeer gerespecteerd. De Wulomo treden ook op als medicijnman, ze werken met kruiden en rituelen en treden in contact met voorouders. De Ga geloven dat de geest, 'Susuma', doorleeft nadat de persoon gestorven is.

## Familie
De Ga zijn georganiseerd in clans, die weer zijn onderverdeeld in families en "huizen". De Ga hecht veel waarde aan zijn familie. Dat is ook zichtbaar aan de naam die een Ga draagt. Als eerst vertelt de naam dat men een Ga is (Nii of Naa), vervolgens maakt de naam duidelijk uit welke stad uit de Ga staat (bijvoorbeeld Osu, La, Teshie) een persoon komt en uiteindelijk tot welk familiehuis iemand behoort. De naam van een bepaalde clan eindigt altijd met WE, dat betekent huis. Bij een geboorte krijgt het kind een al vooraf vaststaande naam gebaseerd op het naamgevingssysteem van de vader. Dit naamgevingssysteem maakt de Ga's uniek in Ghana. Een Ga is dan ook trots op zijn naam. Aan het hoofd van een familie staat het oudste lid van de familie, dat veel zeggenschap heeft in de Ga familie. Het is altijd een mannelijk familiehoofd.